# Ray Evans
Ray Evans, all'anagrafe Raymond Bernard (Salamanca, 4 febbraio 1915 – Los Angeles, 15 febbraio 2007), è stato un compositore statunitense.
È ricordato spesso in coppia con il paroliere Jay Livingston come coautore di colonne sonore di celebri film.
Durante gli studi alla University of Pennsylvania, Ray conobbe Jay Livingston, il quale aveva formato una band con altri studenti del college e chiese a Ray di unirsi al gruppo, la band suonò in vari club e nelle navi da crociera, è in questo periodo che Evans sviluppò un naturale talento come autore, dopo la laurea il duo si trasferì a New York dove iniziarono a scrivere del materiale per la Olsen e Johnson Productions di Broadway, nel 1941 colsero il loro primo successo con G'bye Now.
Livingston ed Evans vinsero il premio Oscar nel 1949 con la canzone Buttons and Bowns scritta per il film Viso pallido (the Paleface); nel 1951 con la canzone Mona Lisa, scritta per il film La spia del lago (Captain Carey, U.S.A.) e nel 1957 con la canzone Que sera sera, per il film L'uomo che sapeva troppo (The Men Who Knew Too Much), interpretata da Doris Day. Livingston ed Evans furono anche autori di molte canzoni per serie tv.
Nel 1958 conquistò una nomination al Tony Award con il musical Oh, Captain!.
Evans collaborò inoltre con Henry Mancini, Max Steiner e Victor Young.

## Lavori per Broadway
- 1941 Sons O' Fun - revue - coautore delle canzoni.
- 1958 Oh, Captain! - musical - coautore delle canzoni e dei testi insieme a Livingston, nomination al Tony Award.
- 1961 Let It Ride - musical - coautore delle canzoni e dei testi insieme a Livingston.
- 1979 Sugar Babies - revue - coautore delle canzoni insieme a Livingston.

## Lista canzoni composte
Brani scritti e composti da Ray Evans e Jay Livingston, eccetto dove indicato.
- 36 34 36 (Jimmy McHugh, Ray Evans, Jay Livingston)
- Aaron Slick
- Adios Señorita
- Alì Baba (Be My Baby)
- All About Love
- All Hands on Deck
- All Mine (Roy Guerra, Victor Hime, Ray Evans, Jay Livingston)
- All the Time
- Alley Oop
- Amours de printempts, Les (Henri Contet, Ray Evans, Jay Livingston)
- Andy's Mistery Tune (canzone conosciuta anche come Nostalgia)
- Angel Theme (Max Steiner, Ray Evans, Jay Livingston)
- Angela
- Angeltown
- Anniversary Rose
- Another Time, Another Place
- April Child (Moacir Santos, Ray Evans, Jay Livingston)
- Are You Happy in Your Work
- As I Love You
- At the Carnival
- At the Nickleodeon
- Baby Obey Me
- Back Home (canzone conosciuta anche come Rentrons chez nous)
- Bad News
- Banana Boat (canzone conosciuta anche come Oomba Oomba Oomba)
- Beatles, The
- Beside You
- Beyond Glory
- Big Carnival, The
- Big Clock
- Bing Bang Bong
- Bonanza
- Bonnie nuit (canzone conosciuta anche come Good Night)
- Bounce
- Brain She Ain't, A
- Brave Man
- Bride of Vengeance (Troy Sandears, Ray Evans, Jay Livingston)
- Broads Ain't People
- Buttons and Bows
- Buy Bonds for Bob
- Bye Bye (Henry Mancini, Ray Evans, Jay Livingston)
- C'est la guerre (Michael Goldsen, Ray Evans, Jay Livingston)
- Calcutta
- California Rose
- Captain Henry St. James
- Cat and the Canary
- Chihuahua Choo Choo
- Chores
- Cincinnati
- Ciudad de Mexico (David Raskin, Ray Evans, Jay Livingston)
- Coach and Four, A
- Come a Runnin' Manoe
- Come to Broadway
- Copper Canyon
- Crosswinds
- Cyd Charisse
- Dark City
- Daughter of Molly Malone
- Dear Heart
- Dime and a Dollar, A
- Do It Yourself Cha Cha
- Double Standard
- Dream Girl
- Dreamer, The (Tom McIntosh, Ray Evans, Jay Livingston)
- Dreamsville (Henry Mancini, Ray Evans, Jay Livingston)
- Drunk with Love
- Easy Come, Easy Go
- Era of Jazz
- Everything Beautiful
- Fancy Paints
- Feminity
- Fiddle and Gittar Band
- For Your Applause
- Fox Trot (Pete Rugolo, Ray Evans, Jay Livingston)
- Frangipani Blossom
- Free (David Raskin, Ray Evans, Jay Livingston)
- French Heels
- G Bye Ee
- G'bye Now (John Olsen, Ray Evans, Jay Livingston)
- General Store
- Girls
- Give It All You Got
- Glass Mountain, The (Percy Faith, Ray Evans, Jay Livingston)
- Go Away My Love
- Golden Earrings (Victor Young, Ray Evans, Jay Livingston)
- Golden Years, the
- Good Intentions
- Great Feeling
- Happy Birthday Erwin
- Haven't Got a Worry
- Havin' a Wonderful Wish
- He Needs You
- Hear That Band
- Heart of a Drum
- Heavenly Days
- Hello There
- Here Comes the Groom
- Here's to Love
- Herman
- Hey Jimmy, Joe, Jim, Jack Through Children's Eyes
- Hey Jose
- Hey Madame
- hey Puchinello
- Highway Polka (Lewis Bellin, Ray Evans, Jay Livingston)
- His Own Little Island
- Home Cookin'
- Honey, Oh My Honey
- Honorable Congratulations
- How Can I be Alone Again
- How Can I Tell Her
- How Do We Know We're In
- How Much Will I Love You?
- How Shall We Begin (David Raskin, Ray Evans, Jay Livingston)
- I Depend on You
- I Do, I Do, I Do
- I Don't Feel at Home
- I Got It Made
- I Shoulda Quit
- I Waited so Long
- I Was a Little Too Lonely
- I Wouldn't Have Had To
- I'd Like to Baby You
- I'll Always Love You
- I'll Eat My Hat (Lewis Bellin, Ray Evans, Jay Livingston)
- I'll Learin Ya
- I've Been There
- I've Had Enough
- If Flutterby Wins
- Illinois
- Imperfect Lady
- In Laguna (George Russell, Ray Evans, Jay Livingston)
- In the Arms of Love (Henry Mancini, Ray Evans, Jay Livingston)
- Indian Summer
- It Doesn't Cost a Dime to Dream
- It's a Privilege to Live in Brooklyn
- It's Never Quite the Same
- It's Raining Rain
- It's Torment
- J.J. Jones
- Jennifer (Patrick Williams, Ray Evans, Jay Livingston)
- Joke's on Me (Henry Mancini, Ray Evans, Jay Livingston)
- Just a Moment More
- Just an Honest Mistake
- Just for Fun
- Kathy (Moacir Santos, Ray Evans, Jay Livingston)
- Keep It Simple
- Kit Carson and the Mountain (Norman Baker, Ray Evans, Jay Livingston)
- Kitty
- Krazy Kat
- Krazy Theme
- Lady Killer
- Laramie
- Laughing at Love (Robert Swanson, Ray Evans, Jay Livingston)
- Let It Ride
- Let Me Be Loved
- Let Me Hear You Whisper
- Let Me Love You
- Let Me so Love
- Let's Capture This Moment Forever (Lewis Bellin, Ray Evans, Jay Livingston)
- Let's Go Home (Peanuts Holland, Sande Williams, Ray Evans, Jay Livingston)
- Let's Go on with the Show
- Life Begins at Fourteen
- Life Does a Man a Favor
- Life Is a Beautiful Thing
- Little Rock Roll, The
- Lola Lola
- Lonely Girl (Neal Hefti, Ray Evans, Jay Livingston)
- Lonely Weather for Ducks
- Love Came Between Us
- Love Him
- Love Is Hell
- Love Laughs at Kings (Victor Young, Ray Evans, Jay Livingston)
- Love Let Me Know
- Love Me Now (Percy Faith, Ray Evans, Jay Livingston)
- Lovers in New York (Henry Mancini, Ray Evans, Jay Livingston)
- Lovers of Omar Khayyam, The
- Luanne (Moacir Santos, Ray Evans, Jay Livingston)
- Lucky Us
- Magic Touch
- Mama Mama Mama (Where You Get De Cigar)
- Man and Woman
- Marshmellow Moon
- Mating Season, The
- Maybe September (Song from the Oscar) (Percy Faith, Ray Evans, Jay Livingston)
- Media, The
- Meet a Happy Guy
- Meetcha 'Round the Corner
- Meeting Time
- Melody
- Military Policeman, The
- Miss Dynamite
- Miss Julie July
- Mister Ed
- Misto Cristofo Columbo
- Mole People, The
- Mona Lisa
- Monday Mourning on Saturday
- Monsieur Beaucaire
- Moondreams (You, Love and Me) (Egberto Gismonti, Ray Evans, Jay Livingston)
- Morning Music of Montmartre, The
- Mother Brown (Knees Up Mother Brown)
- Mr. Bando Man
- Mr. Lucky (Henry Mancini, Ray Evans, Jay Livingston)
- My Beloved
- My Favorite Brunette
- My Favorite Chair
- My Friend Irma
- My Heart Is Home
- My Heart's in America (Harold Johnson, Ray Evans, Jay Livingston)
- My Heart's Popping
- My Hearts on Ice (John Olsen, Ray Evans, Jay Livingston)
- My Kind of Day
- My Love Loves Me (G.B. Martini, Ray Evans, Jay Livingston)
- My Love, My Life
- My Own True Love
- My Own, My Only, My All
- My Sons, My Sons
- Never Let Me Go
- Never so Beautiful
- Never Too Late (David Rose, Ray Evans, Jay Livingston)
- New Vienna Woods, The
- Nicest Thing, The
- No Man Can Tame Me
- No Man of Her Own
- Nobody Cares
- Norman Corwin Presents
- Nothing Will Keep Me Away
- On My Way (Max Steiner, Ray Evans, Jay Livingston)
- On the Other End of a Kiss
- On This Show
- Once Upon a Horse
- Oom Pah Pah
- Open Your Arms
- Out in All That Rain
- Paramount Doesn't Want Me Blue
- Paris Smiles (Maurice Jarre, Ray Evans, Jay Livingston)
- Pat Boone Blues, The
- Pretty Mandolin Tic a Tic, A
- Promenade
- Purt Night But Not Plumb
- Que sera sera (Whatever Will Be Will Be)
- Rams Are Rolling, The (Henry Mancini, Ray Evans, Jay Livingston)
- Ransom for Alice (David Rose, Ray Evans, Jay Livingston)
- Rear Window
- Red Garters
- Red Robin Randall Song, The
- Rhubarb
- Ridgeville Fight Song
- Right or Wrong
- Rose Tattoo
- Round and Round the Christmas Tree
- Ruby and the Pearl, The
- Run, Run, Run
- Saddle the Wind
- Saga of Sadie Thompson
- Sailor Beware
- Sainted Sisters
- Samba (Luiz Peixoto, Ray Evans, Jay Livingston)
- Same Old Army (Jimmy McHugh, Ray Evans, Jay Livingston)
- Satins and Spurs
- Saturday Night in Puckin Crick
- Say It with Love (Lewis Bellin, Ray Evans, Jay Livingston)
- Second Greatest Sex, The
- Secret of Old Glory Mine
- See the Circus
- See You Around (Percy Faith, Ray Evans, Jay Livingston)
- Sepulveda
- Sexy Sadie
- Silver Bells
- Sin
- Somebody Loves Me
- Someday You'll Be Sorry
- Somewhere There's Home
- Soin of Paleface
- Song of Delilah (Victor Young, Ray Evans, Jay Livingston)
- Song of Surrender (Victor Young, Ray Evans, Jay Livingston)
- Song of the Wheel
- Sorrowful Jones
- Sounds That I Love, The (Van Alexander, Ray Evans)
- Square in the Social Circle, A
- Still Water
- Straight to Baby (Henry Mancini, Ray Evans, Jay Livingston)
- Straw Hat
- Streets of Laredo
- Stuff Like That There
- Sugar Boat
- Surprise
- Swing Hostess (Lewis Bellin, Ray Evans, Jay Livingston)
- T.C. Roundup
- Take a Giant Step
- Take Your Time
- Tammy
- Tell My Love (Victor Young, Ray Evans, Jay Livingston)
- Temple
- Thank You All
- Thanks to You
- That Ain't Right
- That Travelin' Two Beat
- That's How It Is
- That's Loneliness (Song After Sundown) (David Raskin, Ray Evans, Jay Livingston)
- That's Not the Knot
- That's the News! That's the News! That's the News!
- That's You (Juan Calderon, Ray Evans, Jay Livingston)
- There's No One Like You
- There's Something About a Home
- They Obviously Want Me to Sing
- This Could Have Been Mine
- This Happy Feeling
- This Is Greater Than I Thought
- Those Bad Old Days (David Raskin, Ray Evans, Jay Livingston)
- Thousand Violins, A
- Three Paradises
- Times a Wastin' (Harold Johnson, Ray Evans, Jay Livingston)
- To Each His Own
- To Rome with Love
- Todado
- Tonight My Love (Theme from A Place in the Sun)
- Two Little Bears
- Unconquered
- Vaquers
- Vertigo Inspired by the Movie
- Very Proper Town, A
- Wait Until Dark (I Wait Until Dark)
- Waiting in the Wings
- Warm and Willing
- Warm as Wine
- Warm Sun, Cold Moon
- We'll Love Again
- We're Not Children
- We've Loved Before
- What a Deal
- What Did We Do Last Night
- What Do You Think About Me?
- What Price Glory
- What's My Name
- What's Yours
- Wheels
- When World's Collide
- When You Love Someone
- Where Can You Be
- Where Do I Go from Here
- Who's Doing What to Erwin
- Whoop Diddy Ay
- Why Should I Believe in Love
- Wildcat Smathers
- Window Wiper Song
- Wing Ding Tonight
- Wish
- Wish Me a Rainbow
- Wonderin' When
- Wow!
- Ya Got Class
- You Don't Know Him
- You Gotta Be Different
- You're so Right for Me
- You're Wonderful
- Your Own Little House